# Церковь Святого Григория Просветителя (Абугамренц)
Церковь Святого Григория Просветителя (арм. Աբուղամրենց Սուրբ Գրիգոր եկեղեցի; также известный как церковь Абугамренц) — армянская церковь X века, расположенная в городе Ани в Турции.

## История
Эта небольшая хорошо сохранившаяся церковь в Ани была одним из первых памятников, построенных после того, как город стал столицей армянского царства Багратидов в 961 году нашей эры.
В начале 1900-х годов под ее северным приделом был обнаружен мавзолей, в котором предположительно покоятся останки покровителя церкви, князя Григория Пахлавуни из династии армянских Багратидов, рода Абугамренц, а также останки его родственников. Церковь была разграблена в 90-е годы XX века.
Во время раскопок 1907 года у северной стороны церкви были обнаружены руины двух часовен (посвященных святым Стефану и Святому Христофору). Между ними когда-то находилась гробница Григора Пахлавуни.

## Устройство церкви
Церковь представляет собой центрально-купольное сооружение с шестью апсидами. Для её внешнего убранства характерны довольно глубокие треугольные ниши и окаймляющие купол своеобразные двойные аркады.
Единственный вход находится на юго-западной стороне, а не на западной стороне по обычной оси восток-запад. Возможно, это было для того, чтобы дверь выходила не на край обрыва, а в открытый двор. Позже к входу было пристроено какое-то крытое крыльцо, которое полностью исчезло, за исключением нескольких блоков кладки и следов бетона, прилипших к стене над дверным проемом.
В верхних частях церкви окна в цилиндрическом барабане обрамлены лепниной, образующей двойные ряды глухих аркад — необычная конструкция. Церковь имеет централизованный шестигранный план — шесть апсид размером ровно 3/4 окружности сгруппированы вокруг центрального пространства. Над ним, опираясь на подвески, возвышается цилиндрический барабан, освещенный 12 окнами и увенчанный полукруглым куполом.